# Julius August Bewer
Julius August Bewer (* 28 de agosto de 1877 en Ratingen; † 1 de septiembre de 1953 en Nueva York) era un teólogo protestante alemán.

## La vida
Estudió en el Seminario Teológico de la Unión en la ciudad de Nueva York, Basilea, Halle an der Saale y Berlín. Enseñó como profesor de Antiguo Testamento y filología semítica desde 1902 y fue miembro del Comité de Revisión de la Versión Estándar Americana de la Biblia de 1937 a 1953.

## Escritos (selección)
- The history of the New Testament canon in the Syrian church. Chicago 1900, OCLC 1122449518 (Dissertatio, Columbia University 1900).
- Der Text des Buches Ezra. Beiträge zu seiner Wiederherstellung . Göttingen 1922, OCLC 906434105.
- The literature of the Old Testament in its historical development. New York City 1933, OCLC 557401808.